# Sofia Leonor da Saxónia
Sofia Leonor da Saxónia (em alemão: Sophie Eleonore von Sachsen; Dresden, 23 de novembro de 1609 — Darmstadt, 2 de junho de 1671) foi condessa-consorte de Hesse-Darmstadt entre 1627 e 1661. A sua filha Isabel Amália de Hesse-Darmstadt acabaria por se tornar princesa-eleitora do Palatinado. 

## Família
Sofia Leonor era a filha mais velha do príncipe-eleitor João Jorge I da Saxónia e da duquesa Madalena Sibila da Prússia. Uma das suas irmãs era a duquesa Madalena Sibila da Saxónia, nora do rei Cristiano IV da Dinamarca. Os seus avós paternos eram o eleitor Cristiano I da Saxónia e a marquesa Sofia de Brandemburgo. Os seus avós maternos eram o duque Alberto Frederico da Prússia e a duquesa Maria Leonor de Cleves.

## Vida
Sofia Leonor era uma luterana devota e criou os seus quinze filhos num regime extremamente conservador e religioso que não impediu que a sua filha Isabel Amália se convertesse mais tarde ao catolicismo para se casar com o eleitor do Palatinado.

## Casamento e descendência
Sofia Leonor casou-se no dia 1 de abril de 1627 com o conde Jorge II de Hesse-Darmstadt. Juntos tiveram quinze filhos:
1. Luís VI de Hesse-Darmstadt (25 de janeiro de 1630 - 24 de abril de 1678), casado primeiro com a duquesa Maria Isabel de Holstein-Gottorp; com descendência. Casado depois com a duquesa Isabel Doroteia de Saxe-Gota-Altemburgo; com descendência;
2. Madalena Sibila de Hesse-Darmstadt (3 de setembro de 1631 - 6 de agosto de 1651), morreu aos dezanove anos de idade; sem descendência;
3. Jorge III de Hesse-Itter (29 de setembro de 1632 - 19 de julho de 1676), casado primeiro com a duquesa Doroteia Augusta de Schleswig-Holstein-Sonderburg-Franzhagen; sem descendência. Casado depois com a condessa Juliana Alexandrina de Leinigen-Heidesheim; com descendência;
4. Sofia Leonor de Hesse-Darmstadt (7 de janeiro de 1634 - 7 de outubro de 1663), casada com o conde Guilherme Cristóvão de Hesse-Homburgo; com descendência;
5. Isabel Amália de Hesse-Darmstadt (20 de março de 1635 - 4 de agosto de 1709), casada com o eleitor Filipe Guilherme do Palatinado; com descendência;
6. Luísa Cristina de Hesse-Darmstadt (5 de fevereiro de 1636 - 11 de novembro de 1697), casada com Cristóvão Luís I de Stolberg; com descendência;
7. Ana Maria de Hesse-Darmstadt (nascida e morta em 1637);
8. Ana Sofia de Hesse-Darmstadt (17 de dezembro de 1638 - 13 de dezembro de 1683), abadessa de Quedlimburgo; sem descendência;
9. Amália Juliana de Hesse-Darmstadt (nascida e morta em 1639);
10. Bebé morta;
11. Henriqueta Doroteia de Hesse-Darmstadt (14 de outubro de 1641 - 22 de dezembro de 1672), casada com o conde João II de Waldeck-Pyrmont; sem descendência;
12. João de Hesse-Darmstadt (nascido e morto em 1643);
13. Augusta Filipina de Hesse-Darmstadt (29 de dezembro de 1643 - 4 de fevereiro de 1672), morreu aos vinte e oito anos; sem descendência;
14. Inês de Hesse-Darmstadt (nascida e morta em 1645);
15. Maria Edviges de Hesse-Darmstadt (26 de novembro de 1647 - 19 de abril de 1680), casada com o duque Bernardo I de Saxe-Meiningen; com descendência.